# Punski tinamu
Punski tinamu (lat. Tinamotis pentlandii) je vrsta ptice iz roda Tinamotis iz reda tinamuovki. Dvojno ime mu je dao Nicholas Aylward Vigors po irskom znanstveniku Josephu Barclayu Pentlandu, u sjećanje na njega. 
Živi na jugu Južne Amerike. Udomaćen je u Peruu, sjevernoj Boliviji, sjevernom Čileu i sjeverozapadnoj Argentini. Staništa su mu pašnjaci na visokoj nadmorskoj visini između 4000 i 4700 metara. 
Dug je oko 41 centimetar. Gornji dijelovi su mu smeđi, s bijelim pjegicama. Prsa su plavkasto-siva, a trbuh je riđ. Glava je bijela, s crnim tragovima.

## Vanjske poveznice
|  | Zajednički poslužitelj ima još gradiva o temi Tinamotis pentlandii |
|  | Wikivrste imaju podatke o taksonu Tinamotis pentlandii             |